# La Prophétie de Noël
La Prophétie de Noël (The End of Time) est un épisode spécial en deux parties de la série télévisée britannique Doctor Who dont la diffusion a commencé sur BBC One le 25 décembre 2009. Il marque la fin de l'ère du dixième Docteur incarné par David Tennant et sa régénération.
Cet épisode a été choisi par un vote (31 %) de 6 389 internautes sur le site de France 4 pour la soirée anniversaire des 50 ans de la série. Les autres épisodes proposés étaient L'Invasion de Noël (16 %), Le Mariage de Noël (11 %), Une croisière autour de la Terre (12 %), Le Docteur, la Veuve et la Forêt de Noël (30 %).

## Synopsis
L'épisode commence après les événements de l'épisode La Conquête de Mars.

### Première partie
Un narrateur invisible prend la parole : il est dit qu'alors que la Terre vit ses derniers jours poindre, tous les hommes font de mauvais rêves. En cette période de Noël, tous les habitants de la Terre font des cauchemars qu'ils oublient au réveil. Seul Wilfred Mott s'en souvient. Le grand-père de Donna Noble semble inquiet, il est irrésistiblement attiré par une église et découvre une reproduction du TARDIS sur un vitrail. Une femme vêtue de blanc raconte alors la légende d'un « Saint guérisseur » qui sauva le monde d'un démon au XIVe siècle. Cette légende lui fait penser au Docteur, mais il croit que c'est une coïncidence.
Cent ans après sa précédente visite lors de l'épisode Le Chant des Oods, le Docteur se rend sur la planète des Oods, dans le futur. Ood Sigma l'y avait convoqué à la fin de l'épisode La Conquête de Mars, mais le Docteur les a fait patienter. Il constate que les Oods ont progressé de manière fulgurante et inhabituelle. Ood Sigma conduit le Docteur auprès des sages Oods qui veulent partager leur vision avec lui : le visage du Maître qui rit comme un dément, d'une femme qui prend l'anneau du Maître (son essence est enfermée à l'intérieur), de Lucy Saxon (l'ex-épouse du Maître) en prison, de Wilfred Mott, et d'un homme que le Docteur ne connaît pas. L'Ood proclame également que « le Temps saigne » et que la fin du temps lui-même est imminente. Le Docteur se précipite vers le TARDIS, destination la Terre, à la veille de Noël, pour tenter de stopper le Maître.
Lucy Saxon a été emprisonnée pour le meurtre de son mari. À la veille de Noël, le gouverneur de la prison fait venir Lucy pour la soumettre à un rituel destiné à ramener le Maître à la vie. Avec l'aide de la chevalière du Maître, d'une potion de vie et d'une empreinte biométrique prise sur Lucy, les disciples sacrifient leurs forces de vie pour ranimer le Maître. Lucy, qui se doutait d'un tel plan, a prévu une contre-attaque, un élixir de mort pour l'empêcher de se régénérer. Une explosion se produit. Le Docteur arrive trop tard devant la prison.
Le Maître survit à l'explosion dans un état d'épuisement constant le forçant à manger tout ce qui lui tombe entre les mains, y compris des humains. Il se repaît de la chair d'un certain nombre de sans-abri. Il possède également la capacité de se déplacer avec une agilité extraordinaire. Il peut sentir la présence du Docteur et se met à frapper un fût au rythme de quatre battements, comme un appel. Le Docteur retrouve le Maître et lui dit qu'il peut l'aider et qu'un grand danger va s'abattre à travers le temps et l'espace. Le Maître affaiblit le Docteur à l'aide de projections d'énergie puis lui demande s'il entend les tambours. Il entre en contact télépathique avec lui. Lorsque le Docteur entend aussi le chant des tambours, le Maître comprend qu'il n'est pas fou. À cet instant, un commando enlève le Maître et laisse le Docteur derrière lui.
Le matin du dernier jour, Wilfred Mott et sa famille échangent leurs cadeaux de Noël. Donna offre le livre de Naismith, Fighting the future, à son grand-père mais ignore ce qui l'a poussé à faire ce cadeau. La dame blanche de l'église entre en contact avec Wilfred Mott par le biais du poste de télévision. Il est le seul à la voir. Elle lui annonce qu'il devra bientôt prendre les armes, mais ne devra rien dire au Docteur pour préserver les chances du Seigneur du Temps de rester en vie. Il entend ensuite le bruit caractéristique du TARDIS ; le Docteur ne sait plus quelle piste suivre pour retrouver son ennemi et demande l'aide de Wilfred : a-t-il vu quelque chose d'inhabituel ces derniers temps ? Wilfred lui confie alors que Donna lui a offert le livre du milliardaire Naismith. C'est l'homme des visions du Ood. Wilfred et le Docteur décident de suivre cette piste.
Naismith et sa fille, Abigail, sont en possession de l'« Arche d'Immortalité », une technologie extraterrestre découverte par l'Institut Torchwood qui a des pouvoirs de guérison. Naismith veut offrir l'immortalité à sa fille comme cadeau de Noël. Naismith contraint le Maître à réparer l'Arche qui ne fonctionne pas à pleine puissance. Ce dernier ayant détecté la présence de son ennemi se met rapidement à l'œuvre.
En infiltrant la propriété de Naismith, le Docteur et Wilfred découvrent que deux membres du personnel sont des Vinvocci, des extraterrestres qui connaissent l'Arche, technologie mise au point par leur peuple. Cette arche peut étendre ses capacités de guérison à la population d'une planète entière de n'importe quelle espèce.
Le Docteur comprend que le Maître planifie une action de grande ampleur sans vraiment comprendre son objectif final. Une fois l'Arche réparée, le Maître se libère de ses entraves et parvient à se placer au cœur de la machine. Il a reconfiguré l'Arche pour changer la biologie de tous les humains. Tous deviennent une copie génétique du Maître, à l'exception de Wilfred, qui est placé dans une chambre d'isolement par le Docteur, et de Donna, en raison de son statut de « Docteur-Donna », mi-humaine, mi-Seigneur du Temps. Pendant ce temps, Donna, à la suite de la transformation de sa mère et de son fiancé en copies du Maître, commence à recouvrer la mémoire. Le Maître sort de l'Arche et annonce que la race humaine est devenue « la race du Maître ». Il se met alors à rire follement, rejoint par tous ses doubles, face au Docteur impuissant.
Le Narrateur réapparaît et on découvre que c’est un Seigneur du Temps. Il affirme que la transformation de l'humanité en copies du Maître est simplement le prélude à un changement pour tout l'Univers. Devant une assemblée de Seigneurs du Temps, il proclame que ce jour est « ...le jour du retour des Seigneurs du Temps, pour Gallifrey, pour la Victoire et pour la Fin du Temps lui-même ! ».

### Seconde partie
Le Docteur doit affronter les Seigneurs du Temps et la perspective de sa régénération, aidé de Wilfred.
Le Conseil des Seigneurs du Temps débat d'une possible stratégie leur permettant de survivre à la Guerre du Temps et d'échapper au verrou temporel qui enferme Gallifrey et la Guerre du Temps dans son ensemble. Les Seigneurs du Temps savent que le Docteur est en possession du « Moment », arme avec laquelle il pourrait détruire à la fois les Seigneurs du Temps et les Daleks. Le Président refuse totalement la défaite, et comprend que le Docteur et le Maître sont à l'extérieur du verrou temporel. Il conçoit un plan pour permettre aux Seigneurs du Temps d'entrer en contact avec le Maître. Ils parviennent à implanter un message mental dans l'esprit du Maître rétroactivement lors de son enfance - le « bruit des tambours » et la cause de sa folie - et à travers un diamant gallifreyien envoyé au Maître comme signal, ils créent un point d'arrimage pour eux-mêmes en dehors du verrou temporel, sur la Terre même.
Dans le présent, le Docteur et Wilfred sont mis à l'abri des actions du Maître par les Vinvocci dans leur vaisseau en orbite autour de la Terre. Le Maître découvre le diamant gallifreyien et l'annonce au Docteur, qui comprend immédiatement que les Seigneurs du Temps reviennent. Armé du pistolet de Wilfred, le Docteur retourne sur Terre, mais refuse une attaque suicide contre l'Arche d'Immortalité, préférant se jeter vers la résidence Naismith depuis le vaisseau spatial ; mais il est trop tard car le Conseil des Seigneurs du Temps est déjà parvenu sur Terre. Leur intention est de mettre fin au Temps et d'accéder à un nouveau niveau de conscience, détruisant l'ensemble de la création dans ce processus. Le Maître s'imagine pouvoir utiliser l'Arche pour prendre le contrôle du Conseil comme il l'a fait de l'humanité. Mais le Président est plus prompt et retourne l'humanité à son état original, tandis que Gallifrey commence à se matérialiser près de la Terre, menaçant de l'éjecter hors de son orbite. Le Docteur se voit contraint de choisir entre tirer sur le Maître, coupant le lien et renvoyant les Seigneurs du Temps dans le verrou temporel, ou sur le Président, pour prendre le contrôle des Seigneurs du Temps. Mais finalement le Docteur utilise le pistolet de Wilfred pour détruire le diamant qui était utilisé pour ancrer les Seigneurs du Temps à la Terre, brisant le lien. Le Président essaie de tuer le Docteur, qui le désigne par son nom, Rassilon. Le Maître, ayant réalisé l'échec de son plan et qu'il n'a été tout au long de sa vie que l'instrument des Seigneurs du Temps, intervient et attaque Rassilon pour prendre sa revanche, sauvant de facto le Docteur. Les Seigneurs du Temps et Gallifrey sont renvoyés par l'Arche vers le dernier jour de la Guerre du Temps. Le sort du Maître demeure inconnu.
Le Docteur a un bref moment de soulagement avant d'entendre les quatre coups, ceux que les Oods ont prédit, l'annonce de sa mort. C'est Wilfred Mott qui est resté enfermé dans un compartiment connecté à la source d'énergie nucléaire de l'Arche qui va bientôt atteindre la phase critique. Il ne peut être libéré que si le Docteur se sacrifie. Le Docteur sait qu'il va le faire mais se laisse aller à une rage vaine. Disant qu'il a peut-être vécu trop longtemps, il libère Wilfred Mott, et ce faisant reçoit une dose massive de radiations mortelles.
Bien que cela ne le tue pas immédiatement, les effets sur le corps du Docteur lui montrent que le processus de régénération a commencé. Il ramène Wilfred aux siens et de brèves scènes le montrent assistant ses principaux anciens compagnons à des moments critiques de leur vie.
Alors que, étant venu voir Rose quelques mois avant sa rencontre avec le neuvième Docteur, il s'effondre à proximité du TARDIS, Ood Sigma réapparaît et dit que l'Univers entier va chanter pour l'aider à s'endormir. Le Docteur, au son du chant des Oods, atteint le TARDIS et le met en marche. Le Docteur se régénère de façon violente, les fenêtres du TARDIS se brisent et la salle de contrôle s'enflamme tandis qu'il se régénère, en prononçant alors ses derniers mots : « Je ne veux pas m'en aller ! ». Le TARDIS partant en morceaux autour de lui, le onzième Docteur examine rapidement son nouveau corps. Rayonnant d'enthousiasme, il se cramponne à la console du TARDIS tandis que le vaisseau tombe vers la Terre et crie « Géronimo ! ».

## Distribution
- David Tennant : Dixième Docteur
- Matt Smith : Onzième Docteur
- Bernard Cribbins : Wilfred Mott
- John Simm : Le Maître
- Timothy Dalton : Rassilon, le Seigneur-Président
- Catherine Tate : Donna Noble
- Jacqueline King : Sylvia Noble
- Billie Piper : Rose Tyler
- Camille Coduri : Jackie Tyler
- Freema Agyeman : Martha Smith-Jones
- Noel Clarke : Mickey Smith
- John Barrowman : Capitaine Jack Harkness
- Elisabeth Sladen : Sarah Jane Smith
- Jessica Hynes : Verity Newman
- Russell Tovey : Premier Aspirant Alonso Frame
- Tommy Knight : Luke Smith
- June Whitfield : Minnie Hooper
- Claire Bloom : La Femme
- David Harewood : Joshua Naismith
- Tracy Ifeachor : Abigail Naismith
- Lawry Lewin : Rossiter
- Sinead Keenan : Addams
- Alexandra Moen : Lucy Saxon

## Continuité
- Au début de la première partie, on apprend que la reine Élisabeth Ire appelait le Docteur son pire ennemi à la fin de Peines d'amour gagnées car il l'a épousée - et lui aurait fait perdre son surnom de reine vierge - avant de rejoindre Ood Sigma. Cet événement se déroule dans Le Jour du Docteur.
- Wilfred Mott rappelle au Docteur quelques événements de la série : les moteurs A.T.M.O.S. (A.T.M.O.S., première partie), le vol de la Terre et son combat contre les Daleks avec un paint-ball (La Terre volée/La Fin du Voyage).
- Le Docteur compare les Vincocci aux Zocci, une race voisine, incarnée par le personnage de Bannakaffalatta (Une croisière autour de la Terre).
- Rassilon était apparu une unique fois dans The Five Doctors.
- Les Seigneurs du Temps ayant été mis en minorité doivent se mettre dans la position de « l'ange pleureur », une espèce croisée dans Les Anges pleureurs.
- Russell T Davies a expliqué que l'identité de la femme qui alerte Willfred Mott et dont on voit finalement le visage a volontairement été laissée dans le flou. Selon lui, il s'agit de la mère du Docteur.
- On apprend finalement l'identité du fameux « fiancé » de Martha Jones (dont parlait Gwen Cooper dans le spin - off de Doctor Who Torchwood, dans le premier épisode de la saison 3). Il n'est autre que  Mickey Smith, un ancien compagnon du Docteur pour qui elle a quitté son précédent petit-ami. Dans l'épisode, ils sont attaqués par un guerrier Sontarien.
- On entend reparler du « livre des choses impossibles » laissé par le Docteur à l'infirmière Redfern à la fin de Smith, la Montre et le Docteur.

## Continuité avec le «Whoniverse»
- Le Maître prend le contrôle de UNIT.
- Naismith dit avoir réussi à récupérer l'Arche d'Immortalité car l'Institut Torchwood n'existait plus. En effet, après Torchwood 1 qui s'écroulait dans Adieu Rose, Torchwood 3 explosait dans le début de la saison 3 de Torchwood.
- Conformément à la fin de la troisième saison de Torchwood, le capitaine Jack Harkness n'est plus sur Terre. La scène est un clin d'œil à Star Wars. On y retrouve diverses races extra-terrestres : un Raxacoricofallapatorien, un Judoon, un Graske, un Hath, un enfant Adipose... La chanson que l'on entend est My Angel Put the Devil in Me, chantée dans un cabaret dans l'épisode L'Expérience finale. L'homme que le Docteur aide Jack à rencontrer à cette occasion, Alonso Frame, est le jeune officier de marine, resté au poste de commande du Titanic dans Une croisière autour de la Terre. Cette scène de proposition de drague rappelle celle que Russell T Davies avait souhaité inclure dans La Terre volée.
- On trouve aussi une scène liée à The Sarah Jane Adventures lorsque le Docteur sauve Luke Smith et l'on aperçoit Sarah Jane Smith et sa maison sur Bannerman Road. Ce que dit Luke au téléphone est une fonction récurrente de l'ordinateur de Sarah Jane, Mr Smith : inventer une information pour couvrir un phénomène paranormal. Ici, il s'agit de faire croire que l'apparition du visage du Maître dans la tête des gens était due aux connexions Wi-Fi.
- Lors de la scène de dédicade du livre Le Journal des choses impossibles, le nom de l'auteur est Verity Newman. Il s'agit d'un clin d'oeil aux producteurs du Docteur Who de 1963, c'est-à-dire Verity Lambert et Sydney Newman.

### Tournage

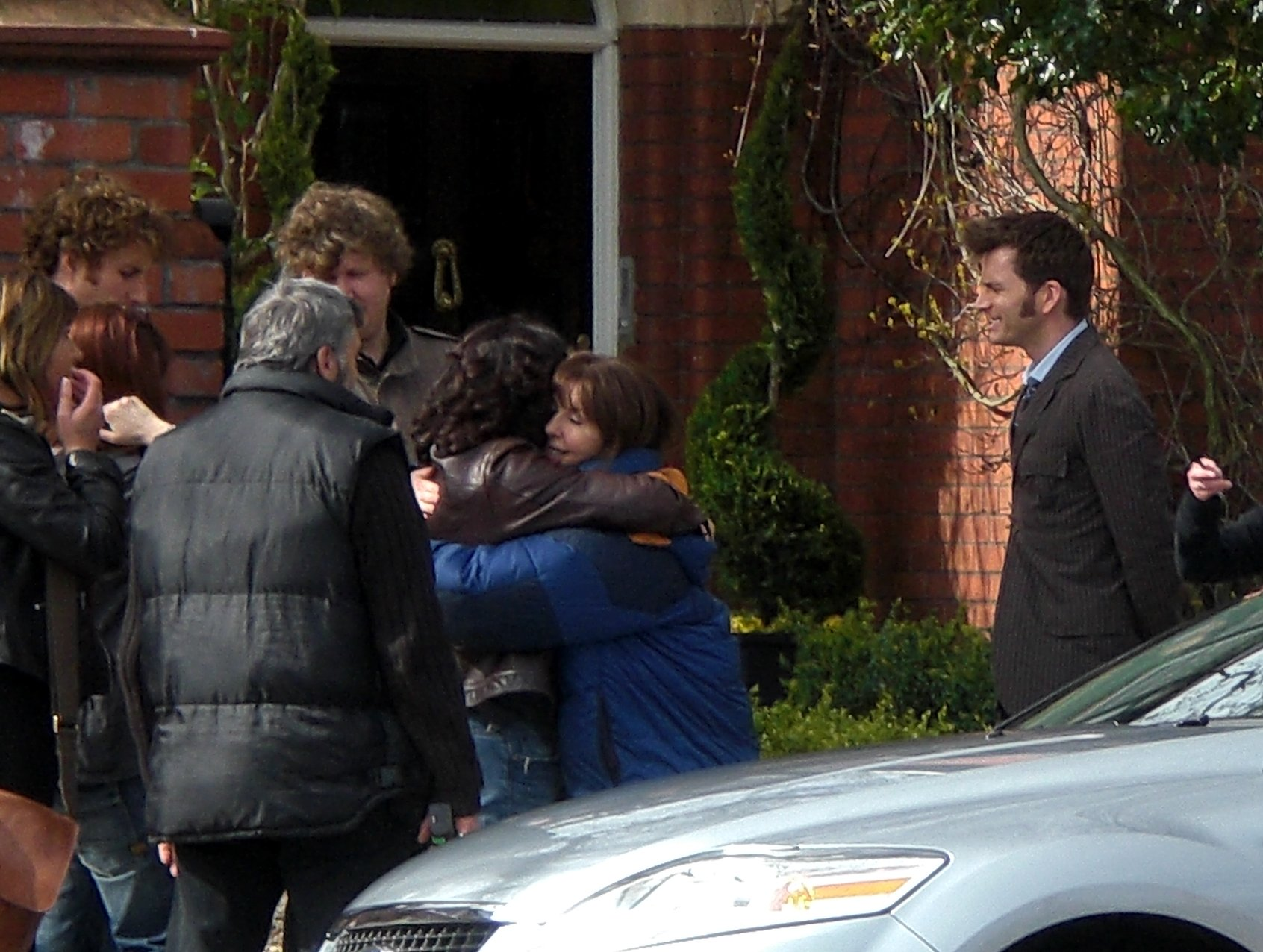
Julie Gardner étreignant Elisabeth Sladen, avec David Tennant, sur les lieux du tournage